# Dodson, Montana
Dodson är en ort i Phillips County i delstaten Montana, USA.